# 板闸遗址
板闸遗址位于江苏省淮安市生态新城翔宇大道，枚皋路和里运河交汇的三角地带。是一座明代水闸遗址:23。
2019年3月，板闸遗址列为第八批江苏省文物保护单位。2019年10月，公布第八批全国重点文物保护单位时，板闸遗址并入第六批全国重点文物保护单位中的大运河。

## 历史
因遗址发现时，所在地为淮安区淮城镇板闸村，故得名板闸遗址:23。而在明清时，板闸指水闸上为调节流量安装的木板闸门:5。
明朝永乐年间，平江伯陈瑄受命管理内河漕运。永乐八年（1410年），陈瑄寻沙河故道，加以疏浚，即清江浦。永乐十四年（1416年），陈瑄上奏，在清江浦上建板闸，合前四闸为五闸。当代研究者根据史料综合，初建的板闸为木制水闸。永乐十五年（1416年），改建为石闸。板闸门在淮安城西北十里左右。其下游北十里有移风闸。因移风闸官吏一度代管板闸，故推测时人为称呼方便，将板闸称为上移风闸，移风闸称为下移风闸:7，9。
万历元年（1573年），移风闸代管板闸官吏被撤销后，史料中仅见板闸之名。当代研究者根据板闸遗址的考古发掘，推测此闸为永乐年间重建、名为“板闸”的石头闸，但无定论:7，9。

## 考古发掘、保护
2014年10月，淮安生态新城“板闸风情街”项目在施工过程中，发现大量条石。淮安市博物馆进行实地调查和勘探，确定此处石砌建筑为明代水闸遗址。随后经国家文物局批准，淮安市博物馆于2014年11月至2015年1月，开展抢救性发掘:27。
2015年4月至9月，淮安市博物馆再度对板闸遗址发掘。与前一次发掘总面积约2000平方米:27。2016年，淮安市博物馆再度发掘。历次发掘总面积约5500平方米。遗迹有水闸、古河道及包括房址、排水沟、道路等在内的建筑基址。出土器物以瓷器、金属器为主。推定此处水闸的年代上限为明朝永乐十五年（1417年），下限在明代晚期。遗址整体年代为明清:23。
2019年3月20日，江苏省人民政府将板闸遗址列为第八批江苏省文物保护单位。板闸遗址总序号845，分类号Ⅰ-107，时代为明，归入古遗址。